# Rincón Vivero
Rincón Vivero är en ort i kommunen Santo Tomás i delstaten Mexiko i Mexiko. Samhället hade 359 invånare vid folkräkningen 2020.